# Sommer-Paralympics 2008/Teilnehmer (El Salvador)
| stlisierte Goldmedaille | stlisierte Silbermedaille | stlisierte Bronzemedaille |
| ----------------------- | ------------------------- | ------------------------- |
| —                       | —                         | —                         |

El Salvador nahm mit der Leichtathletin Zulma Cruz an den Sommer-Paralympics 2008 im chinesischen Peking teil, die auch Fahnenträgerin beim Einzug der Mannschaft war. Ein Medaillensieg El Salvadors blieb jedoch aus.

## Teilnehmer nach Sportart

### Leichtathletik
Frauen
- Zulma Cruz